# Филимоновка (Томская область)
Филимо́новка — село в Асиновском районе Томской области, Россия. Входит в состав Новокусковского сельского поселения.

## География
Село находится северо-западнее райцентра — города Асино, — на автодороге, соединяющей город с селом Батурино.

## История
Основано в 1908 г. В 1926 году состояло из 156 хозяйств, основное население — русские. В административном отношении являлось центром Филимоновского сельсовета Ново-Кусковского района Томского округа Сибирского края.

## Население
| 1926 | 1939 | 1959 | 1970 | 1979 | 1989 | 2002 |
| ---- | ---- | ---- | ---- | ---- | ---- | ---- |
| 758  | ↗878 | ↘755 | ↘680 | ↘568 | ↗677 | ↘550 |
| 2010 | 2012 | 2013 | 2014 | 2015 | 2019 | 2021 |
| ↘326 | ↘324 | ↘315 | ↘285 | ↘274 | ↘261 | ↘228 |

## Социальная сфера и экономика
У населения имеются частные подворья. Основной вид деятельности — сельское хозяйство (скотоводство и растениеводство). Работают фельдшерско-акушерский пункт, центр досуга, библиотека и почтовое отделение.
Лесное хозяйство — Филимоновское отделение лесничества.